# Habronattus altanus
Habronattus altanus är en spindelart som först beskrevs av Willis J. Gertsch 1934.  Habronattus altanus ingår i släktet Habronattus och familjen hoppspindlar. Inga underarter finns listade i Catalogue of Life.